# St Edmundsbury
Saint Edmundsbury este un district ne-metropolitan situat în Regatul Unit, în comitatul Suffolk din regiunea East, Anglia.

## Orașe din cadrul districtului
- Bury Saint Edmunds
- Haverhill

## Vedeți și
- Listă de orașe din Regatul Unit